# .338 Winchester Magnum
Il .338 Winchester Magnum è un tipo di cartuccia per fucili da caccia introdotto sul mercato da Winchester nei tardi anni '50, insieme al .264 Winchester Magnum. Si basa su due tipi di palla: quella da 200-225 adatta ad ungulati di dimensioni medio-grosse e quella da 250 grani per la selvaggina nordamericana più grossa e pericolosa.
Deriva dal .458 Winchester Magnum ed è stato ottenuto restringendo il colletto della suddetta cartuccia.